# Juan Pizarro
Pour les articles homonymes, voir Pizarro.
Juan Pizarro (né en 1511 à Trujillo et mort en 1536 à Cuzco) fut un conquistador espagnol, comme ses frères Francisco, Gonzalo et Hernando.

## Biographie
Il était gouverneur de Cuzco lorsque l'empereur Manco Capac II en fit le siège. C'est au cours de ce siège qu'il trouva la mort.